# Prosartes lanuginosa
Prosartes lanuginosa là một loài thực vật có hoa trong họ Liliaceae. Loài này được (Michx.) D.Don miêu tả khoa học đầu tiên năm 1839.